# Schizonycha capensis
Schizonycha capensis är en skalbaggsart som beskrevs av Hermann Burmeister 1855. Schizonycha capensis ingår i släktet Schizonycha och familjen Melolonthidae. Inga underarter finns listade i Catalogue of Life.